# Arijan
Flavije Arijan Ksenofont (grč. Ἀρριανός; lat. Flavius Arrianus, oko 86. – 146.) iz Nikomedije je bio rimski povjesničar, vojni zapovjednik i filozof grčkog podrijetla.
Dobivši vrlo dobro obrazovanje, stupio je u rimsku vojnu službu. Rimski car Hadrijan imenovao ga je konzulom i 131. povjerio upravu nad Kapadociju koju je obranio od Alana. Kada je 137. opozvan s te dužnosti, posvetio se pisanju.

Njegovo glavno djelo je Anabaza (grč. Ἀλεξάνδρου Ἀνάβασις, Alexándrou Anábasis; lat. Anabasis Alexandri) u 7 knjiga. U ovom djelu, najboljem o ratovima Aleksandra III. Makedonskog, legende o Aleksandru pretvorene su u povijest. Pisao je kritički, ograđujući se od stvari u koje sam nije vjerovao. U pretjerivanju snage perzijskih vojskiarmija Arijan se ne razlikuje od Herodota.
U njegovoj povijesti Indije (grč. Ινδική, Indiki; lat. Historia Indica) dragocjen je II. dio s opisom Nearhovog (grč. Νέαρχος) puta od Inda do Eufrata (grč. Εὐφράτης). Među radovima od vojnog interesa, značajna je i njegova taktika (grč. Τέχνη τακτική, lat. Ars tactica), iako je neki pripisuju Elijanu. Vrlo je značajna za poznavanje makedonske taktike.
Arijana ne treba miješati s atenskim vojskovođom i povjesničarom Ksenofontom koji je živio u 4. stoljeću pr. Kr. čije se djelo također naziva „Anabaza“. Arijana se smatra jednim od najboljih autora o Aleksandrovim pohodima, te jednim od najznačajnijih povjesničara koji su svoja djela pisali iz vojne perspektive.

## Vanjske poveznice
- Arijan iz Nikomedije (Livius.org, Jona Lendering)  Arhivirana inačica izvorne stranice od 9. kolovoza 2014. (Wayback Machine)
- William Dansey: Arrian On Coursing: the Cynegeticus, 1831. (Archive.org)
- Arijan: Anabasis Alexandri (prijevod na engleski, Websfor.org)